# Hobo (orgel)
De hobo is een orgelregister, waarvan de klank is afgeleid van de hobo, een blaasinstrument. Op het orgel is het bijna altijd een 8-voets orgelregister, bestaande uit nauw gemensureerde trechtervormige tongpijpen. Dit register is milder en zachter van toon dan het trompet-register, en het is meestal niet aanwezig op het hoofdmanuaal.
De functie van het hoboregister is afhankelijk van het plaatselijke gebruik en de orgelbouwer die het maakt. In Noord-Europese orgeltypen als Duits-Barokke en Nederlandse orgels is het hoboregister meestal een register dat bedoeld is voor solo's. In de Frans-Romantische orgelbouw is het register hautbois zachter geïntoneerd, en maakt het deel uit van de zogenaamde Fonds, de combinatie van 8'-registers van het orgel die samen de basisklank vormen.
Aliquot · Bourdon · Chamadewerk · Cornet · Cymbelster · Dulciaan · Fluit · Gedekt · Grondstem · Hobo · Holpijp · Mixtuur · Nachtegaal · Prestant · Roerfluit · Salicionaal · Strijkers  · Subbas · Tolkaan · Voix céleste · Vulstem